# Пумпеліїт
Пумпеліїт — мінерал, силікат острівної будови з групи епідоту.
Названий за прізвищем американського геолога Р. Пумпеллі (R.Pumpelly), Ch. Palache, H.E.Vassar, 1925.

## Загальний опис
Синоніми: зонохлорит, лотрит, хлорцеоліт.
Хімічна формула:
- 1. За Є. Лазаренком: Ca4(Mg, Fe2+,Mn)(Al, Fe3+,Ti)5[O(OH)3 |Si2O7].
- 2. За «Fleischer's Glossary» (2004):
  - пумпеліїт-Fe: Ca2FeAl2[SiO4](Si2O7)(OH)•H2O;
  - пумпеліїт-Fe+3: Ca2(Fe, Mg)(Al, Fe)2[SiO4](Si2O7)(OH)2•H2O;
  - пумпеліїт-Mg: Ca2MgAl2[SiO4](Si2O7)(OH)•H2O;
  - пумпеліїт-Mn: Ca2(Mn, Mg)(Al, Mn, Fe)2[SiO4](Si2O7)(OH)•H2O.

Домішки: Na2O, K2O.
Сингонія моноклінна. Призматичний вид.
Спайність по (001) досконала.
Густина 3,2.
Твердість 5,5.
За фізичними властивостями — аналог кліноцоїзиту.
Форми виділення: радіальноволокнисті або пластинчасті агрегати, таблитчасті і голчасті кристали. Часті двійники.
Колір синьо-зелений.
Блиск скляний.
Поширений у багатьох метаморфічних гідротермально змінених породах, багатих на СаО та SiO2.
Знахідки: Лотру (Півд. Карпати, Румунія), копальня Кліфф (оз. Верхнє, шт. Мічиган, США), Вітватерсранд (ПАР), Гаїті, Урал (РФ).